# Cimetière militaire allemand de Pornichet
Le cimetière militaire allemand de Pornichet (en allemand : Deutscher Soldatenfriedhof Pornichet) est une nécropole militaire et un lieu de mémoire relatif à la période de la Seconde Guerre mondiale. Il se situe sur la commune de Pornichet, dans le département français de la Loire-Atlantique.

## Présentation
Le cimetière militaire allemand, situé près du cimetière communal, dans le quartier Saint-Sébastien, compte  4 836 tombes. Le site est utilisé comme nécropole pendant la période de l'Occupation par la Wehrmacht, et, en 1945, les autorités françaises y regroupent les sépultures des soldats allemands de la poche de Saint-Nazaire. En 1955, le site devient cimetière régional pour les départements de la Loire-Atlantique, Vendée, Maine-et-Loire et Deux-Sèvres ; 2 200 tombes sont alors ajoutées. Parmi les sépultures se trouve celle de Karl Hotz (bloc 2, allée 21, plaque numéro 649), officier dont la mort le 20 octobre 1941 à Nantes provoque l'exécution de 48 otages.
Compte tenu de la communauté de sort des morts de guerre qui reposent dans ce cimetière, les sépultures ont délibérément été conçues pour être uniformes et sans signe de distinction selon la classe sociale ou le grade des personnes inhumées. Le cimetière est géré par le Volksbund Deutsche Kriegsgräberfürsorge (en français,  Service pour l’entretien des sépultures militaires allemandes (SESMA)), mandaté par le gouvernement fédéral de la République fédérale d'Allemagne pour s'occuper des sépultures de guerre allemandes à l'étranger. Détenteur des droits domiciliaires sur ce site, elle est soutenue par les autorités françaises.

## Galerie

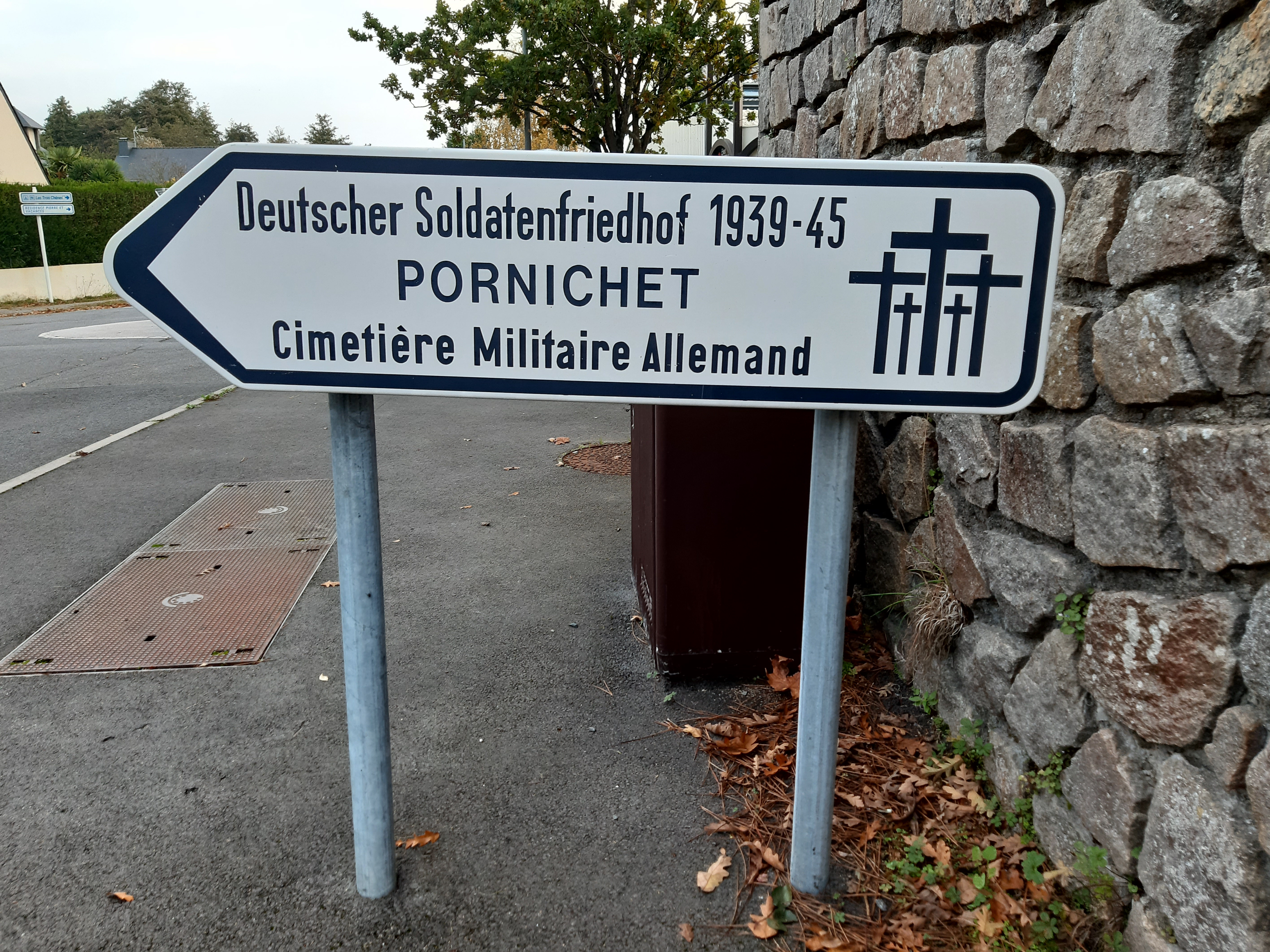
Panneau de signalisation du cimetière militaire allemand de Pornichet
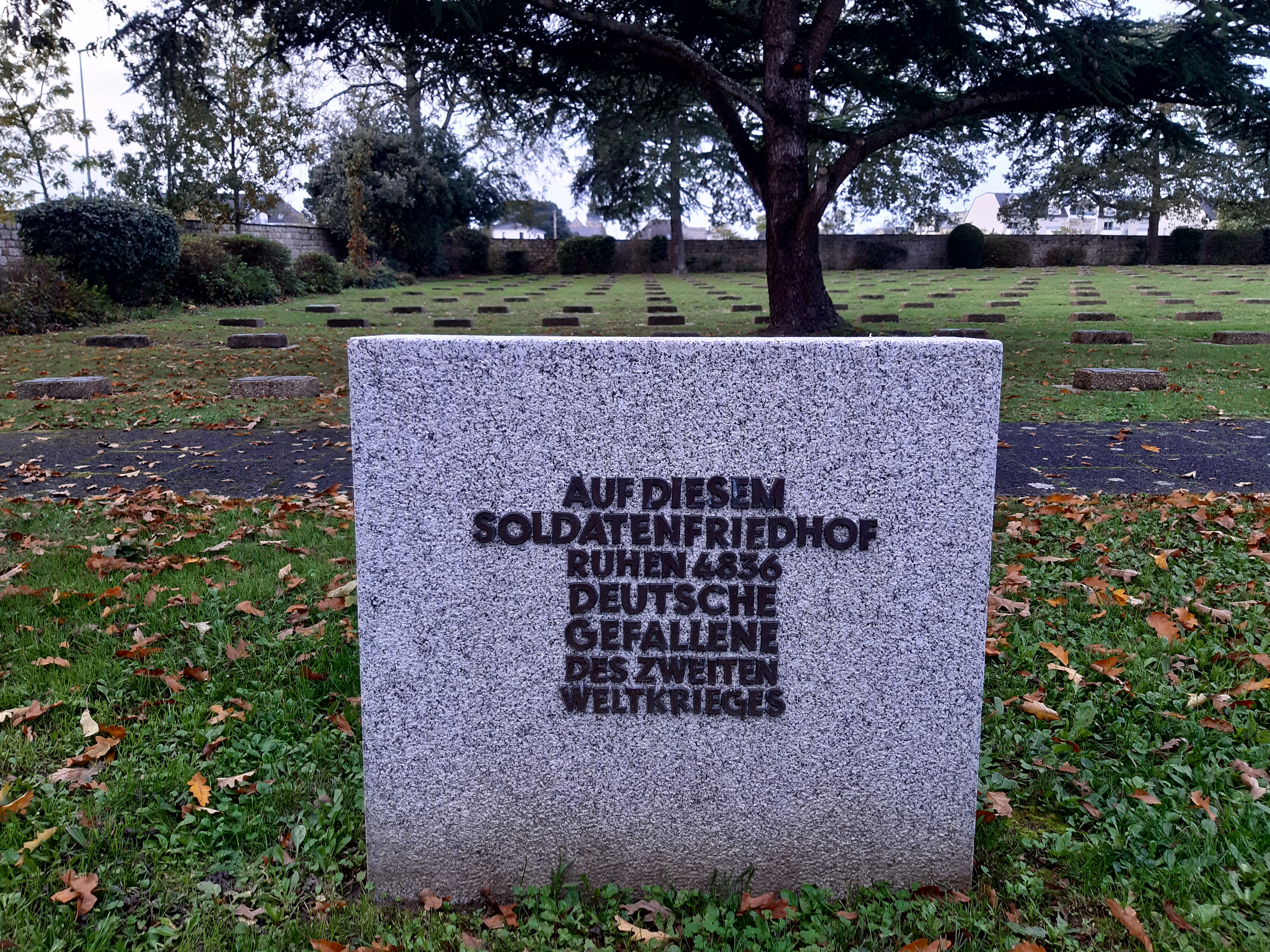
Stèle indiquant que le cimetière compte 4836 tombes où reposent des soldats allemands de la Seconde guerre mondiale
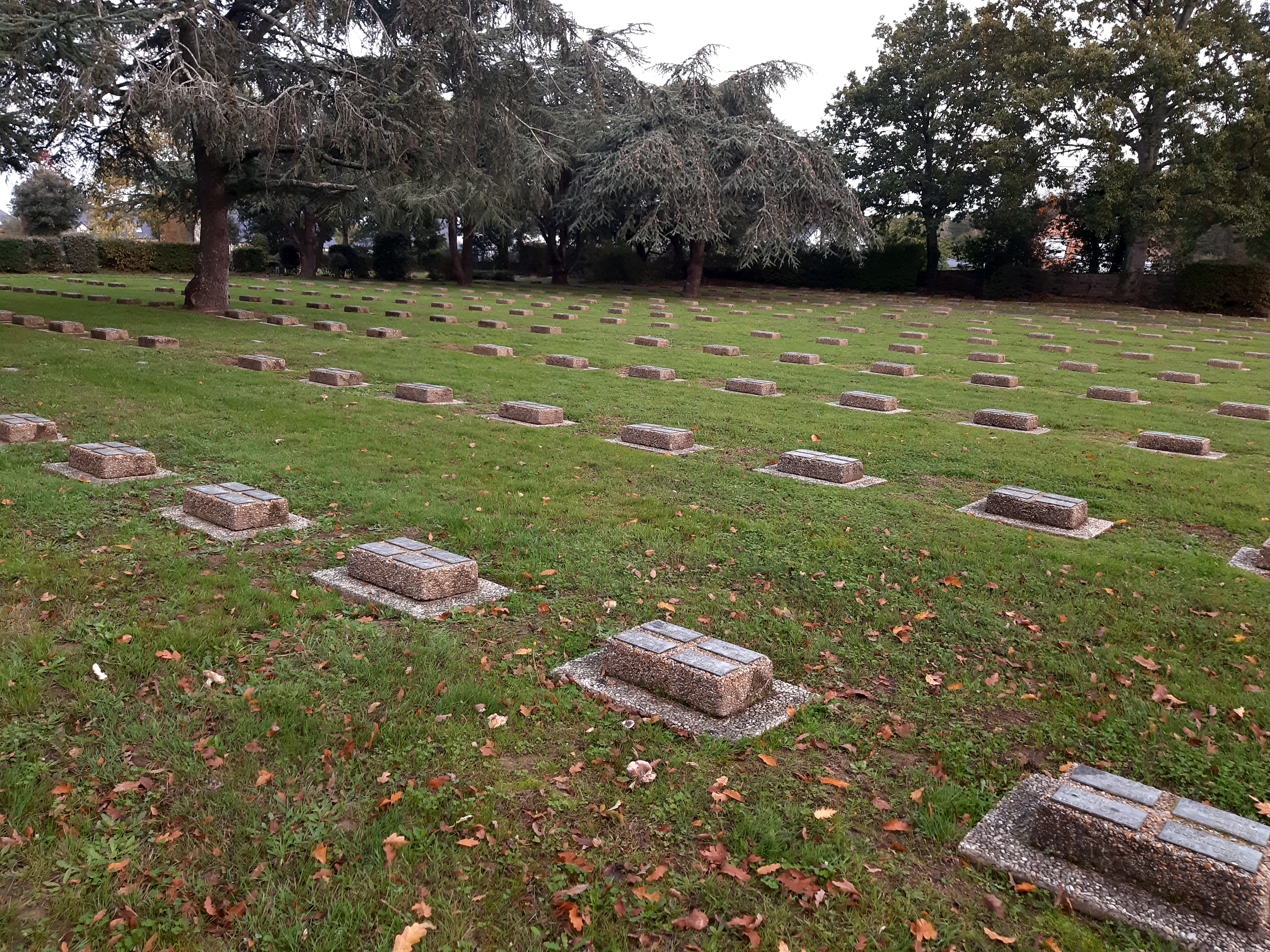
Vue d'ensemble du cimetière
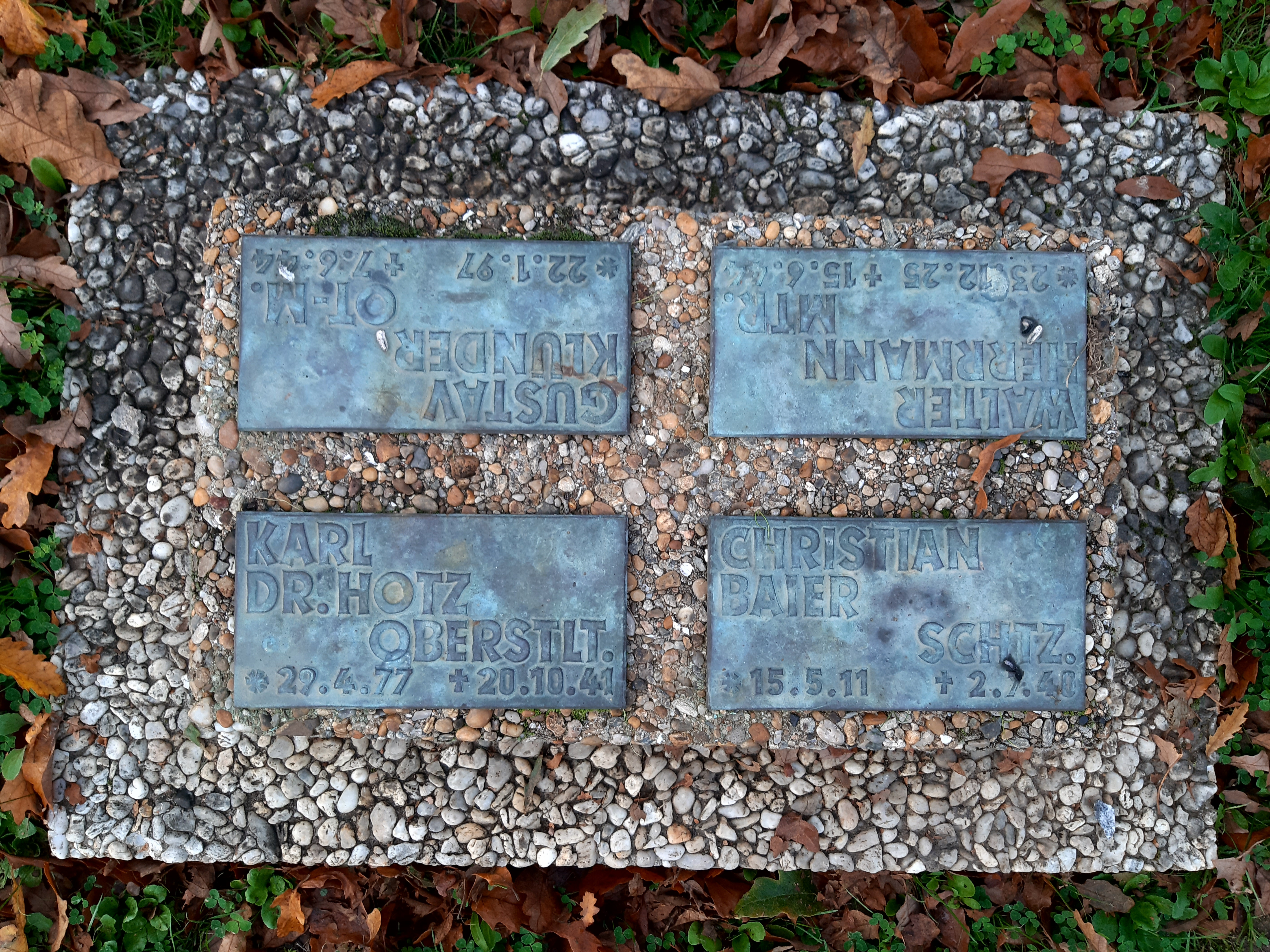
Plaques funeraires par ensemble de quatre
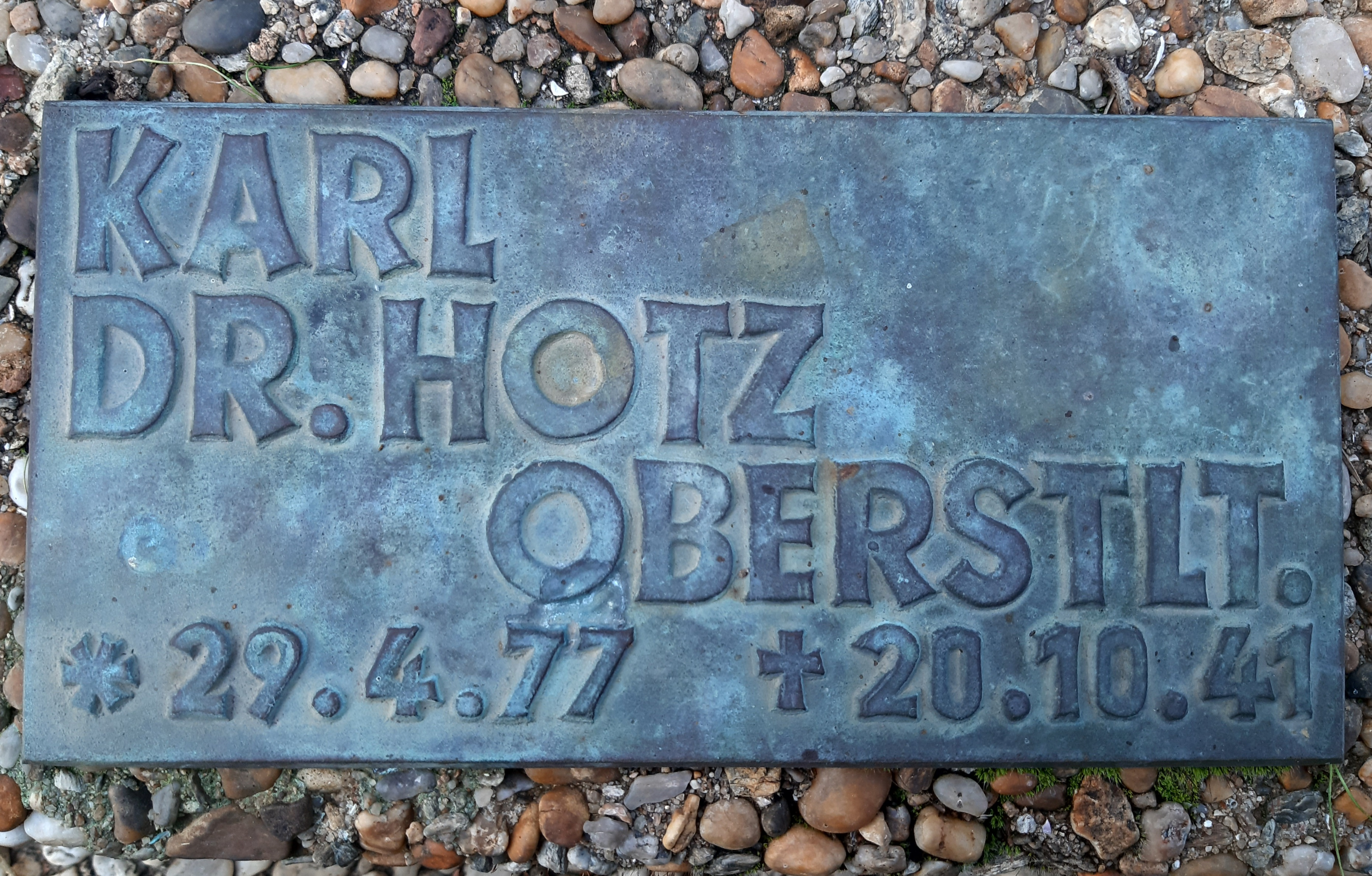
Tombe de Karl Hotz (bloc 2, allée 21, plaque numéro 655)